# Paloma Fiuza
Paloma de Alencar Fiuza (Guarapari, Espírito Santo, 28 de diciembre de 1983), más conocida como Paloma Fiuza, es una bailarina, presentadora y personalidad de televisión brasileña. Obtuvo la popularidad por haber participado en realitys show y programas juveniles internacionales, y por haber integrado los conjuntos musicales Porto Seguro y Exporto Brasil.

## Biografía

### Primeros años
Nació el 28 de diciembre de 1983 en Guarapari, en el estado Espírito Santo, al norte de Río de Janeiro, en la República de Brasil; bajo el nombre completo de Paloma de Alencar Fiuza.  Proveniente de una familia de clase media, su padre es Luis Eduardo Velo Fiuza y su madre Laurenice Oliveira de Alencar Fiuza, es la última de cuatro hermanos: Tricia de Alencar Fiuza, Diego de Alencar Fiuza y su hermano mellizo Patrick de Alencar Fiuza.
Su madre es pianista y le enseño a tocar el piano, y desde los ocho años de edad hasta la adolescencia practicó ballet clásico y jazz, siendo parte de la Academia de Baile Korpus a los diez años de edad, y años más tarde se dedicó al axé, contagiada de la energía que conlleva los pasos de baile. Incluso impartió clases de baile en su país.

### Inicios
Comenzó su carrera artística en 1999, a los dieciséis años de edad, como parte del programa juvenil Eu vi na tv de la televisión brasileña, dentro del elenco de bailarines, además de formar parte de un grupo de baile axé. Ganó el primer lugar de baile en el concurso local Garota Salud (Superpositivo) organizado por Globo Esporte de Red O Globo, lo que le abrió las puertas a la televisión internacional.

### Porto Seguro y etapa en la televisión chilena

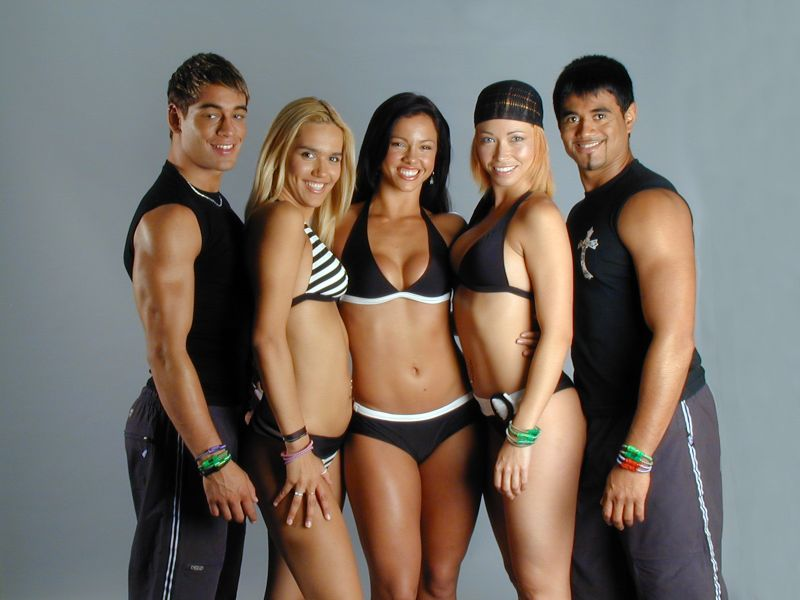
Porto Seguro, grupo de axé que se hizo popular en Mekano.

En 2002 se mudó a Chile, donde formó parte del reparto principal del programa Mekano de Megavisión, como bailarina, bajo el apelativo de «la chica Pops» o simplemente «Pops». También integró el grupo Porto Seguro en reemplazo de la también bailarina Viví Rodrigues, conformando el elenco al lado de su entonces pareja Thiago Cunha, y el presentador brasileño radicado en Perú, Rafael Cardozo. Con dicho grupo, además de bailar al ritmo del axé, también cantó sus temas y lanzó un disco bajo el nombre del mismo grupo con la firma de Universal Music, con el que fue récord de ventas a pocas horas de su lanzamiento. Volvió a trabajar con ellos, para el reencuentro del año 2024.[cita requerida]

### Exporto Brasil
Debido a la baja popularidad que llegó a experimentar el grupo en Chile, deja Porto Seguro y se va junto a Cunha al Perú, donde junto a Brenda Carvalho (exintegrante de la banda musical Axé Bahía), Bruno Chaerk y Rodrigo Zimoski, integró el grupo Exporto Brasil, con el que realizó giras musicales en territorio peruano y fueron invitados en varias ocasiones al programa concurso Habacilar de América Televisión entre 2003 a 2004. Con la agrupación musical también se presentó brevemente en el noticiero Buenos días, Perú de Panamericana, incluyendo un cameo en la teleserie Así es la vida, interpretándose a sí misma. En 2016 y 2023, volvió a trabajar en los reencuentros del grupo Exporto Brasil, pero sin la presencia de Chaerk y Zimoski.

### Etapa en la televisión ecuatoriana
En 2004 se radicó en Ecuador, donde empieza su etapa en la televisión ecuatoriana, y formó parte del canal de televisión RTS, donde trabajó durante 8 años, primero como bailarina del grupo de axé Exporto Brasil, junto a sus compañeros Cunha,  Zimoski y Chaerk, además de la incorporación de  Natalia de Melo Marques al grupo, siendo traída por el director Héctor Cáceres. Al poco tiempo, pasó por varias producciones como modelo.
Fue presentadora del programa Vamos con todo, junto a Oswaldo Segura, Giovanny Dipleint, Carlos José Matamoros, Gabriela Guzmán, Jessenia Hatti y Janine Leal, donde reemplazó en 2005 durante seis meses a esta última en la conducción del programa. También formó parte de la conducción de Kamikaze, desde 2005 hasta 2006, un programa nocturno junto a Ángelo Barahona sobre Gran Hermano del Pacífico, donde se daba un resumen del dicho espacio.
En agosto de 2005 se realizó el primer reality de Vamos con todo, denominado Buscando La Paloma Ecuatoriana, para buscar a su doble, con más de treinta mil fanáticas inscritas al concurso.
En 2005 fue conductora del programa infantojuvenil Magneto e incursionó en la actuación cuando protagonizó en 2007, la telenovela Cholicienta, adaptación de la telenovela argentina Floricienta. 
Su salida de la televisión ecuatoriana se debió a la sanción que obtuvo del canal luego de recibir una demanda por tildarla «perra» a una chica de la farándula de ese país.

### Etapa en la televisión peruana y programas de telerrealidad
En el año 2010 regresa al Perú para participar en el comercial La onda del sabor para la franquicia de la marca Frito-Lay con el cantante y actor Erick Elera.
Vuelve por un breve periodo en 2011, donde formó parte del reparto principal desempeñándose como competidora del programa de telerrealidad Combate del canal ATV, conformando el elenco junto a las otras figuras del dicho país Michael Finseth, Micheille Soifer, Miguel «Conejo» Rebosio, John Kelvin, Stefano Tosso, Mario Irivarren, Alejandro «Zumba» Benítez, Miguel Arce, Israel Dreyfus, Yiddá Eslava, Darlene Rosas, Fiorella Battifora, Angie Arizaga, Milett Figueroa, Mario «Macs» Cayo y Daniel Scamarone, retirándose al afirmar ser víctima de ataques por parte de compañeros del show.
En 2012 volvió nuevamente al programa por varias temporadas en la televisora, hasta su renuncia en 2015. Fue elegida por los espectadores como la «esencia del programa»  y participó en eventos especiales del programa como El juego del millón.
Incursionó como cantante en 2014, lanzando su sencillo debut «Mojadita» junto al cantante Kalé la Evolución y DJ Tavo. En 2016 estrenó su segundo sencillo «La mordida» en colaboración del cantante Ruido School.
A partir de 2016 forma parte del programa del mismo formato Esto es guerra, y tras su retiro en 2023, se dedicó al deporte y lanzó su plataforma web Mi mejor versión, cuya sinopsis es del cuidado personal y vida fitness.
En 2018 participó en la competencia especial El gran show: América baila.
En el año 2020, asumió la conducción del programa televisivo Emprendedor pónte las pilas al lado de  Sully Sáenz, Alejandra Baigorria, Maricarmen Sjoo y Carloncho, hasta 2022.[cita requerida]

## Vida privada
En Ecuador, tuvo una relación sentimental de seis meses con el futbolista Iván Kaviedes.
En 2013, se casó con la personalidad de televisión peruano Jenko del Río, con quien se divorció en 2015.

## Televisión
- Eu vi na ti (1999-2000), parte del elenco de bailarines.
- Superpositivo (2000-2002), bailarina.
- Mekano (2002-2003), presentadora y parte del elenco.
- Buenos días, Perú (2004), invitada especial.
- Habacilar (2004), invitada especial y parte del grupo Exporto Brasil.
- Vamos con todo (2005, 2007-2011), presentadora.
- Kamikaze (2005-2006), presentadora
- Magneto (2005-2006), presentadora
- Cholicienta (2007), actriz
- Combate (2011-2015), competidora.
- El origen de la lucha (2016), competidora.
- Esto es guerra (2016-2023; 2024), competidora.
- El gran show (2018), concursante del especial «América baila».
- Emprendedor, pónte las pilas (2020-2022), copresentadora.
- Esto es Habacilar (2022), modelo y parte del elenco.

## Discografía

### LP en estudio
- 2014: Mojadita
- 2016: La mordida